# Coppa Italia 2018-2019 (pallamano femminile)
La Coppa Italia di pallamano 2018-2019 è la 28ª edizione della coppa nazionale di pallamano femminile.

## Formula
Il torneo si disputa con la formula delle Final Eight. Le otto squadre ammesse sono le prime otto classificate al termine della stagione regolare della Serie A1 2018-19. Qualora la società ospitante non rientrasse fra le prime otto classificate, saranno qualificate alla competizione solo le prime sette.

## Squadre partecipanti
- 1º stagione regolare:  Brixen Südtirol
- 2º stagione regolare:  PDO Salerno
- 3º stagione regolare e squadra ospitante:  Oderzo
- 4º stagione regolare:  Dossobuono
- 5º stagione regolare:  Leonessa Brescia
- 6º stagione regolare:  Ariosto Ferrara
- 7º stagione regolare:  Casalgrande
- 9º stagione regolare:  Leno

Il Cassano Magnago classificatosi ottavo al termine del girone d'andata, rinuncia alla partecipazione delle Final8; al suo posto viene ripescato il Leno classificatosi nono al termine del girone d'andata.

## Risultati

### Tabellone
|  | Quarti di finale          | Quarti di finale          |                           |                 | Semifinali                | Semifinali                |  |  | Finale                    | Finale |
|  |                           |                           |                           |                 |                           |                           |  |  |                           |        |
|  | 1 febbraio 2019, h. 16:00 |                           |                           |                 |                           |                           |  |  |                           |        |
|  |                           |                           |                           |                 |                           |                           |  |  |                           |        |
|  | PDO Salerno               | 25                        |                           |                 |                           |                           |  |  |                           |        |
|  | PDO Salerno               | 25                        | 2 febbraio 2019, h. 20:00 |                 |                           |                           |  |  |                           |        |
|  | Casalgrande               | 19                        |                           |                 |                           |                           |  |  |                           |        |
|  | Casalgrande               | 19                        | PDO Salerno               | 23              |                           |                           |  |  |                           |        |
|  | 1 febbraio 2019, h. 18:00 |                           | PDO Salerno               | 23              |                           |                           |  |  |                           |        |
|  |                           | Oderzo                    | 18                        |                 |                           |                           |  |  |                           |        |
|  | Oderzo                    | Oderzo                    | 18                        | 29              |                           |                           |  |  |                           |        |
|  | Oderzo                    |                           | 3 febbraio 2019, h. 17:15 | 29              |                           |                           |  |  |                           |        |
|  | Ariosto Ferrara           | 28                        |                           |                 |                           |                           |  |  |                           |        |
|  | Ariosto Ferrara           | 28                        | PDO Salerno               | 26              |                           |                           |  |  |                           |        |
|  | 1 febbraio 2019, h. 14:00 |                           | PDO Salerno               | 26              |                           |                           |  |  |                           |        |
|  |                           | Leonessa Brescia          | 21                        |                 |                           |                           |  |  |                           |        |
|  | Dossobuono                | Leonessa Brescia          | 21                        | 20              |                           |                           |  |  |                           |        |
|  | Dossobuono                | 2 febbraio 2019, h. 18:00 |                           | 20              |                           |                           |  |  |                           |        |
|  | Leonessa Brescia          | 23                        |                           |                 |                           |                           |  |  |                           |        |
|  | Leonessa Brescia          | 23                        | Leonessa Brescia          | 21              | Finale per il terzo posto | Finale per il terzo posto |  |  |                           |        |
|  | 1 febbraio 2019, h. 20:00 |                           | Leonessa Brescia          | 21              | Finale per il terzo posto | Finale per il terzo posto |  |  |                           |        |
|  |                           | Brixen Südtirol           | 19                        |                 |                           |                           |  |  |                           |        |
|  | Brixen Südtirol           | Brixen Südtirol           | 19                        | 24              | Oderzo                    | 22                        |  |  |                           |        |
|  | Brixen Südtirol           |                           |                           | 24              | Oderzo                    | 22                        |  |  |                           |        |
|  | Leno                      | 23                        |                           | Brixen Südtirol | 25                        |                           |  |  |                           |        |
|  | Leno                      | 23                        |                           |                 | 25                        |                           |  |  |                           |        |
|  |                           |                           |                           |                 |                           |                           |  |  | 3 febbraio 2019, h. 14:30 |        |
|  |                           |                           |                           |                 |                           |                           |  |  |                           |        |

## Premi individuali
Miglior portiere: Alice Piffer  Leonessa Brescia
Miglior ala sinistra: Giada Babbo  Brixen Südtirol
Miglior terzino sinistro: Ilaria Dalla Costa  PDO Salerno
Miglior centrale: Valentina Landri  PDO Salerno
Miglior terzino destro: Suleiky Gomez  PDO Salerno
Miglior ala destra: Victoria Romeo  Oderzo
Miglior pivot: Fernanda Marrochi  Dossobuono